# サンマルクホールディングス
株式会社サンマルクホールディングスは、岡山県岡山市北区に本社を置く持株会社。カフェを経営するサンマルクカフェなどを子会社に持つ。2005年11月に、（旧）サンマルクが持株会社制へ移行するのに伴い、子会社のデコールを商号変更して持株会社とした。
サンマルクという名称は、古代東方教会で修道についての著作を残した修道士サンマルク（聖マルク）に由来する。

## 沿革
- 1991年7月 - インテリアコーディネイトおよび損害保険代理店業を目的として岡山県倉敷市に株式会社デコールを設立。
- 1998年2月 - インテリアコーディネイト業を廃業。
- 1999年3月 - 損害保険代理業を（旧）株式会社サンマルク（後のサンマルクカフェ）に譲渡。以降、休眠状態となる。
- 2005年11月 - （旧）サンマルクと株式交換契約を締結。同時に、株式会社サンマルクホールディングスに商号変更する。
- 2006年1月1日 - （旧）サンマルクと株式交換を実施し、同社を完全子会社化して持株会社となる。東京証券取引所市場第一部に上場。
- 2006年3月1日 - （旧）サンマルクが会社分割（吸収分割）を行い、株式会社サンマルクホールディングスが（旧）サンマルクの管理開発部門を承継。同時に、（旧）サンマルクは業態ごとに会社分割（人的新設分割）して株式会社サンマルクカフェに商号変更し、他に新設された（新）株式会社サンマルク・株式会社バケット・株式会社函館市場・株式会社鎌倉パスタの4社もそれぞれ株式会社サンマルクホールディングスの完全子会社となる。
- 2008年4月1日 - 会社分割を実施し、株式会社広東炒飯店を新設。
- 2008年7月1日 - 子会社・株式会社広東炒飯店が、株式会社サンマルクチャイナに商号変更。
- 2015年4月 - ドリア専門店の神戸元町ドリア事業を会社分割し、株式会社サンマルクグリルを設立。フルサービス喫茶店の倉式珈琲店事業を会社分割し、株式会社倉式珈琲を設立。
- 2022年7月1日 - 株式会社サンマルクホールディングスが収益化が難しくなってきた株式会社サンマルク、株式会社函館市場および株式会社バケットを吸収合併、事業開発部と併せ、レストラン事業部とする[2]。

## M&A
2024年、京都勝牛が傘下にあるジーホールディングスを子会社にした。
2024年、B級グルメ研究所ホールディングスとBQ Internationalを子会社にした。

## 子会社

### サンマルクカフェ
株式会社サンマルクカフェは、岡山県に本社を置くサンマルクホールディングス傘下のカフェ事業を行う会社である。「サンマルクカフェ」のブランドで展開している。かつてはパン小売事業も営んでおり、「パン工房サンマルク」 ブランドで展開していた。

#### 沿革

##### サンマルク時代
- 1989年
  - 3月 - 株式会社大元サンマルク（岡山県岡山市三浜町一丁目15番19号、レストラン経営を目的、資本金3百万円）を設立。
  - 4月 - 岡山県岡山市に新谷製菓株式会社より引継いだ洋食レストラン「ベーカリーレストラン・サンマルク」の1号店（直営店）を開店。
- 1990年7月 - 株式会社サンマルクに商号変更。
- 1991年
  - 4月 - 本社を現在地に移転。
  - 12月 - 株式会社倉敷サンマルクを吸収合併し「ベーカリーレストラン・サンマルク倉敷店」の営業を引継ぐ。
- 1994年4月 - 株式会社サンマルク（株式会社落柿舎販売として1977年に創業）を吸収合併。
- 1995年12月6日 - 株式を店頭公開。
- 1999年
  - 3月 - 東京都中央区にコーヒーショップサンマルクカフェの1号店（直営店）を開店。
  - 11月 - 福岡県久留米市に高級回転ずし「すし処函館市場」の1号店を開店。
- 2002年
  - 4月9日 - 東京証券取引所第2部上場。
  - 10月 - 兵庫県伊丹市に西洋風レストラン「ベーカリーレストラン・バケット」の1号店を開店。
- 2003年3月3日 - 東京証券取引所第1部へ指定変え。
- 2004年10月 - 岡山県岡山市にスパゲティ店「生麺工房鎌倉パスタ」の1号店を開店。
- 2005年
  - 12月1日 - 完全子会社であった株式会社プライム・タイムを吸収合併。
  - 12月27日 - 東京証券取引所上場廃止。
- 2006年1月1日 - サンマルクホールディングスと株式交換し、同社の完全子会社となる。

##### サンマルクカフェ時代
- 2006年3月 - （旧）株式会社サンマルクが、親会社のサンマルクホールディングスへ管理機能、店舗開発機能、業態・商品開発機能、教育機能等を吸収させる会社分割（吸収分割）と、サンマルクカフェ以外の事業を業態ごとに新設された(新)株式会社サンマルク・株式会社バケット・株式会社函館市場・株式会社鎌倉パスタの4社に承継させる会社分割（人的新設分割）を、それぞれ実施して、カフェ事業に特化。同時に株式会社サンマルクから株式会社サンマルクカフェへ商号変更。

#### サンマルクカフェ
サンマルクカフェが運営するベーカリーカフェ。
2023年9月末では、309店舗。
都市部とショッピングセンター内に主にビルイン出店し、セルフサービス型カフェでありながら、焼きたてパンを豊富に供給する形態を取るが例外的に、郊外では駐車場のある平屋で運営している店舗も存在する。ベーカリーレストランと同様、キッズルームを完備している店舗もある。板チョコを包んで焼き上げたクロワッサンである「チョコクロ」が代表商品。「チョコクロ」はサンマルクカフェの登録商標である。（商標登録番号4570899・4719533号）コーヒーの抽出機にはドトールコーヒー傘下のマグナ社のものを使用している。店内ではフレッツ・スポット、docomo Wi-Fiといった公衆無線LANサービスを利用できる店舗もある。一部店舗においては309cafeのSSIDで無料のWi-Fiでインターネットが提供されている。
2006年にサンマルクカフェの首都圏JR線沿線31店舗でSuicaを決済手段として採用し、2007年には69店舗で導入された。

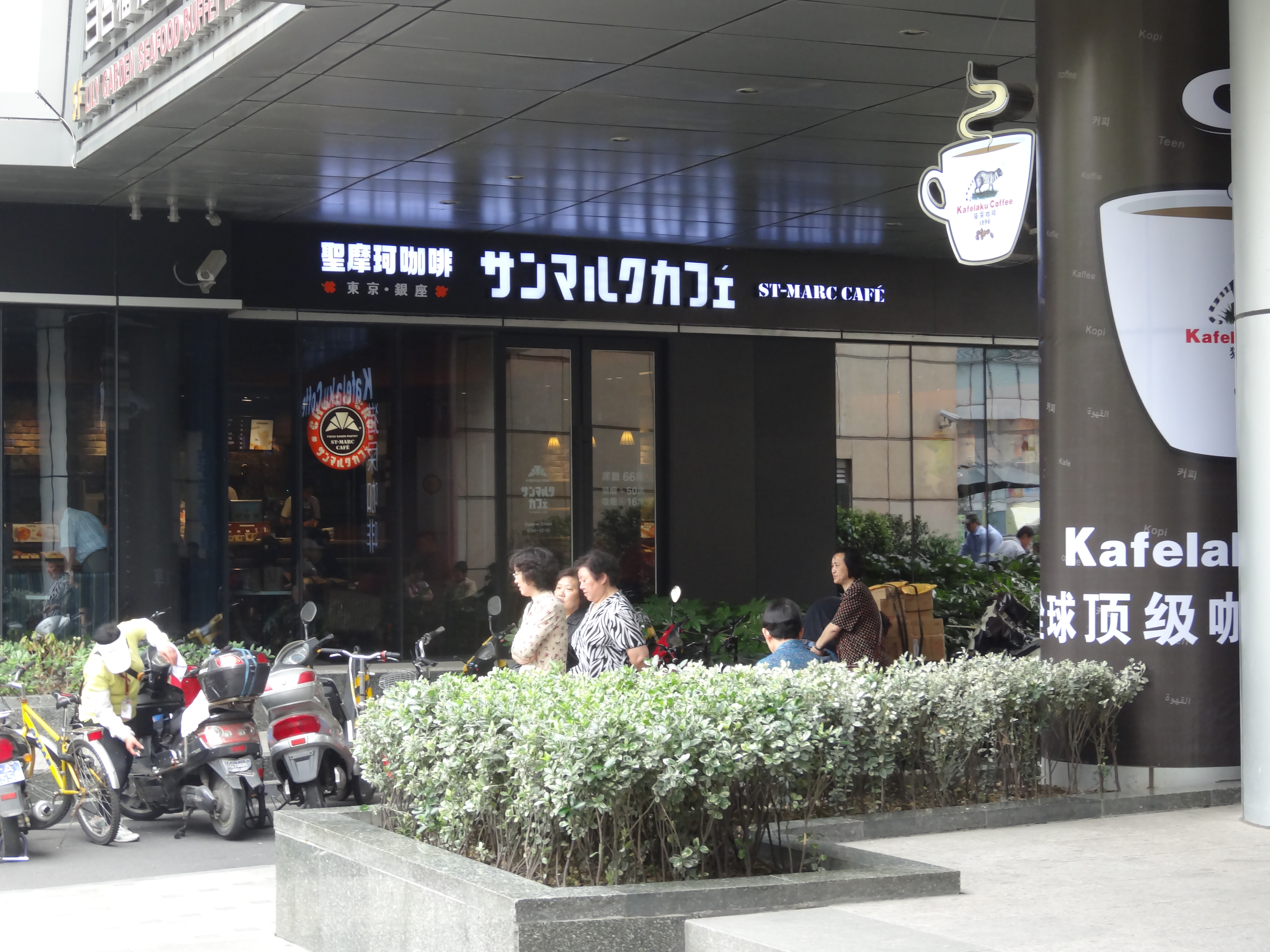
聖摩柯咖啡 日月光広場店（中国・上海市黄浦区）
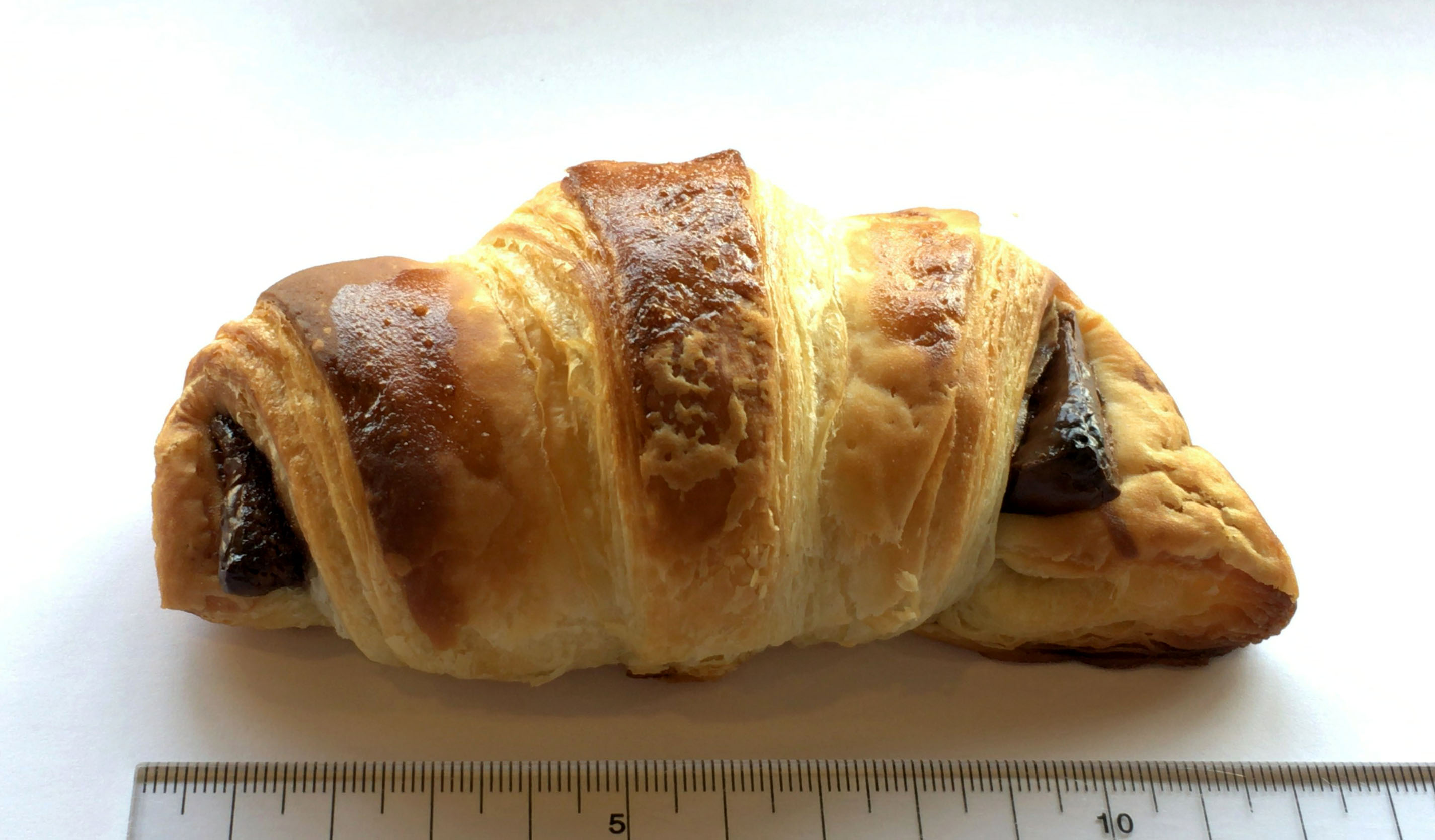
チョコクロ

### 株式会社鎌倉パスタ

#### 生麺工房鎌倉パスタ
株式会社鎌倉パスタが運営するパスタ専門のレストラン。
店舗で製麺した最高級のデュラム小麦使用の生麺を茹でたパスタを提供。和風が基調の落ち着いた店舗。
他に「サンマルクパスタ」を3店舗展開。
店内は鎌倉彫の内装をあしらっているが、神奈川県鎌倉市とは直接の関係はない。

## かつての子会社
以下の各社は2022年7月1日にサンマルクホールディングスに吸収合併され解散

### サンマルク
株式会社サンマルクは、岡山県に本社があるレストランチェーンおよびフランチャイザーであり、ファミリーレストランの価格と、高級レストランの雰囲気を両立させる店を目指して、全国展開していた。
（旧）サンマルクのうち、レストラン事業など一部の事業のみを引き継いだ新設会社である。

#### ベーカリーレストランサンマルク
株式会社サンマルクが運営するベーカリーレストラン。郊外型で、駐車場を確保した平屋のレストランとして立地することが多い。サンマルクの基本業態。岡山県岡山市の現在のベーカリーカフェ「アンリュール」にあたる新谷製菓の店舗を引き継いで開店したのが発祥といわれている。
メニューは、2000-3000円程度のコース料理がメインである。店内でパンを焼き上げており、様々な種類の焼きたてのパンがお代わり自由で、パンの入ったバスケットを抱えた店員が度々各テーブルを巡回する。また、店舗入口付近では持ち帰り用のパンの販売も行っている。フォーク、ナイフは籠に入れられずに一本一本テーブルに並べられる。
夜にはピアノの生演奏やキャンドルサービスなども行っている。店舗によってはキッズルームを完備しているところもある。

### 株式会社バケット

#### ベーカリーレストラン・バケット（BAQET）
株式会社バケットが運営するベーカリーレストラン。
パンがおかわり自由で楽しめるベーカリーレストラン。パンはセルフ方式で、ドリンクバーもあるなど、サンマルクより安いファミリーレストランの価格帯のメニューを提供。
「BAQET」以外に「BISTRO309」、「BREAD GARDEN」なども展開しており、メニューの料理は基本的に共通となっている。

## その他の業態
鉄板で提供するパスタ専門店「てっぱんのスパゲティ」、カフェ・コーヒー専門店「倉式珈琲店」、セルフうどん店「あっぱれ讃岐」、「和食と甘味処・mimoza」、カレー店「シェフズカリー」を展開している。

## すべての店に共通するサービス
頼んだ料理と一緒に配布される、もしくはテーブルに備え付けのアンケート用紙に記入して回収箱に入れると、誕生日や結婚記念日の間近になると割引券や記載のメニューが無料または割引されるはがきが送られてくる。